# East Bay (Marlborough)
Die East Bay ist eine Bucht in den Marlborough Sounds im Nordosten der Südinsel von Neuseeland.

## Geographie
Die East Bay befindet sich zwischen Arapaoa Island, zu der die Bucht gehört und der Insel Matapara / Pickersgill Island, die sich vor dem nach Westen offenen Eingang zur Bucht befindet. Nach Westen hin schließt sich das Gewässer des Queen Charlotte Sound an. Die nördliche, rund 13 km lange Landzunge von Arapaoa Island umschließt die East Bay mit den drei angrenzenden Buchten Anatohia Bay, Onauku Bay und Otenerau Bay von Arapaoa Island.
Die Anatohia Bay, eine nördlich so bezeichnete Bucht, kommt auf eine ungefähre Größe von 2,2 km², Otenerau Bay, die sich südlich befindet, ebenfalls auf rund 2,2 km², und Onauku Bay, die sich östlich ausdehnt, auf etwa 6,4 km². Dem als East Bay bezeichneten Gewässer blieben dabei eine Fläche von rund 9,2 km² übrig.